# Атлантическа миксина
Атлантическа миксина (Myxine glutinosa) е вид миксина от семейство Myxinidae. Видът не е застрашен от изчезване.

## Разпространение и местообитание
Разпространен е в Алжир, Великобритания, Германия, Гибралтар, Гренландия, Дания, Ирландия, Испания, Италия, Канада, Мароко, Мексико, Нидерландия, Норвегия, Португалия, САЩ, Франция и Швеция.
Обитава крайбрежията на океани, морета и заливи. Среща се на дълбочина от 9 до 1044 m, при температура на водата от -0,1 до 22 °C и соленост 27,5 – 36,2 ‰.

## Описание
На дължина достигат до 80 cm.